# Петлюра Ольга Опанасівна
О́льга Опана́сівна Бі́льська, у шлюбі Петлю́ра (23 грудня 1885, Мала Дівиця, Прилуцький повіт, Полтавська губернія, нині Прилуцький район, Чернігівська область, Україна — 23 листопада 1959, Париж, Франція)  — українська освітянка, активістка політичної еміграції УНР у Парижі, перша леді УНР.
Мати української поетеси-емігрантки Лесі Петлюри, дружина голови Директорії УНР Симона Петлюри (з 1910).

## Життєпис
Народилася 23 грудня 1885 року в селі Мала Дівиця, нині смт Прилуцького району на Чернігівщині, в сім'ї вчителя Опанаса Більського. Рано осиротіла, тож виховувалася бабусею в Прилуках. Тут вона з відзнакою закінчила гімназію і стала вчителькою молодших класів. Через деякий час приїхала до Києва для продовження навчання на Вищих жіночих курсах, але через злидні була змушена влаштуватися на роботу в приватну гімназію Жеребецької.
1908 року, перебуваючи в гостях у своїх далеких родичів у Києві, познайомилася з Симоном Петлюрою. 1910 року одружилася з ним. Обвінчавшись, подружжя переїхало спершу до Петербургу, а потім — до Москви, де чоловік захопився редагуванням організованого українською громадою журналу «Украинская жизнь». Подружжя брало активну участь у житті української діаспори в Москві: влаштовували концерти, літературні вечори.
За документами одружилася з Петлюрою лише в січні 1915 року:

"Преображенская церковь села Люберцы. Метрическая книга за 1915 г., часть вторая, о бракосочетавшихся:
№ 3. 18 [31] января.
[Сочетаются браком] мещанин города Полтавы Симон Васильев Петлюра православного вероисповедания первым браком, 35 лет, и домашняя наставница Ольга Афанасьева Бельская православного вероисповедания первым браком, 30 лет. Поручители по женихе: студент Московского Императорского Университета Иван Стефанович Трофименко и студент того же университета Анатолий Иванович Ржанов; поручители по невесте: мещане города Бирюча Воронежской губернии Стефан Васильев Трофименков и Борис Стефанов Трофименко".
Центральний державний архів Москви. Ф. 203, оп. 780, спр. 4873, арк. 201 об — 202. 

1911 року народила дочку Лесю. Вихованню дочки приділяли особливу увагу. Розмовляли українською мовою, читали українські книги, прищеплювали українські традиції. У дитинстві Леся носила переважно традиційний український одяг.

## Київський період
1917 року незабаром після Лютневої революції родина знову перебралася до Києва. Чоловік став членом першого українського уряду. Зважаючи на посаду чоловіка, Ольга Петлюра намагалася підтримувати його, брати участь у суспільному житті Української Народної Республіки.
У січні 1918 року, незадовго до зайняття Києва більшовиками, керівництво УНР покинуло столицю. Щоб не обтяжувати чоловіка, Ольга з семирічною дочкою залишилася в Києві. Впродовж півтора років вони жили під чужим прізвищем, часто міняючи місце проживання, ночуючи у друзів і рятуючись від переслідувань. 1919 року друзі Симона Петлюри допомогли його родині переїхати з Києва до Праги. 

## Еміграція
1921 року Ольга Петлюра з Лесею приїздять у Варшаву до чоловіка. «Родина Петлюри жила дуже скромно. У кімнатах було майже завжди холодно, бо ощаджували паливо. Навіть їжа була щадно обмежена: чай, хліб, суп, картопля. Усі гроші С. Петлюра тримав для справи», — за спогадами Любові Михайлів на сторінках «Нашої Батьківщини» (Нью-Йорк, № 152, 20 травня 1967).
1924 року родина Петлюри востаннє змінила місце проживання, влаштувавшись у Парижі. Щоб забезпечити гідне проживання родини, Ольга Опанасівна заробляла вишиванням. Частина грошей йшла на навчання дочки з приватними викладачами.
25 травня 1926 року чоловіка вбив агент ГПУ Самуїл Шварцбард. Це сильно відбилося на здоров'ї Ольги Опанасівни: вона тяжко захворіла, почала втрачати слух. Дочка захворіла на сухоти і продовжувала жити з хворобою до 1941 року, після чого померла у неповних 30 років. Згодом її останки було перенесено на кладовище Монпарнас і поховано по сусідству з могилою батька.
Ольга Петлюра померла 23 листопада 1959 року. Похована у сімейній могилі на кладовищі Монпарнас поруч з чоловіком та дочкою.

## Пам'ять
У фільмі «Таємний щоденник Симона Петлюри» роль Ольги Петлюри виконала Ірма Вітовська.